# Historia Choszczna
Choszczno – miasto w południowej części województwa zachodniopomorskiego. Historia miasta sięga średniowiecza. Pierwsze wzmianki pochodzą z IX wieku.

## Średniowiecze
W IX wieku istniał tu prawdopodobnie gród z osadą rolniczo-rybacką. W 1364 r. sołtysi choszczeńscy posiadali dochody z sadu położonego koło grodziska.
Ziemia choszczeńska włączona została do państwa polskiego w pierwszym ćwierćwierczu XII wieku przez Bolesława Krzywoustego. Po jego śmierci przypadła książętom wielkopolskim.
W 1233 r. ziemie położone na zachód od Choszczna, po obu stronach rzeki Małej Iny wraz z jeziorem Stobno książę Władysław Odonic nadał cystersom z Kołbacza. Kolejnym nadaniem w 1237 r. przekazał joannitom Korytowo wraz rozległym obszarem. Niezbyt precyzyjnie wyznaczona granica pomiędzy nadaniami, stała się przyczyną wieloletnich konfliktów między zakonami. Nadań nie uznał także książę pomorski Barnim I, książęta pomorscy toczyli spór z książętami wielkopolskimi o ziemie pogranicza. Nad brzegiem jeziora Sowno cystersi założyli folwark (curia de Sovin).
W 1269 r. joannici wspierani przez margrabiów brandenburskich, wypędzili cystersów z Sowna. Wtedy też odbył się tutaj zjazd margrabiów – Jana II, Ottona IV i Konrada z księciem wschodniopomorskim Mściwojem II. Wtedy to po raz pierwszy źródłowo potwierdzona jest nazwa Arnswalde.
W miejscu zakonnego folwarku margrabiowie posadowili zamek (później teren ten określany był jako Stare Miasto). Dopiero po umocnieniu się margrabiów na tym terenie i zakończeniu wojen pomorsko-brandenburskich przeprowadzono lokację miasta pomiędzy 1284 r. (zawarcie pokoju pomorsko-brandenburskiego) a 1286 r. (fundacja przez margrabiów klasztoru cysterskiego w Bierzwniku), na prawie magdeburskim na wzór miasta Tangermünde w Starej Marchii. Nie zachował się dokument z przywilejem lokacyjnym, określenie civitas pojawiło się po raz pierwszy w dokumencie z 1289 r.
Miasto założono w obniżeniu w pobliżu jezior Kluki i Stobno, w dolinie Stobnicy. Rozplanowane w układzie równoleżnikowym, na rzucie półowalu (podstawa od strony wschodniej), zajęło obszar dł. 600 m, szer. 400 m (powierzchnia 93 morgi brandenburskie, tj. 24 ha). Podzielone na cztery kwartały z centralnie położonym placem rynkowym. Układ ulic zbliżony do szachownicowego, nieregularności wynikały z topografii terenu i przebiegu szlaków handlowych. W południowej części miasta struga o falistym przebiegu zasilająca fosy z jeziora Kluki. Lokacja obejmowała nadania 154 łanów ziemi na północ i południe od miasta (dane z potwierdzenia przywileju miejskiego w 1445 r.).
W 1289 r. po raz pierwszy wzmiankowana została „ziemia choszczeńska” (łac. Terra Arnswaldensis). W 1291 r. miasto otrzymało od margrabiów przywilej wolnego handlu z Pomorzem i Wielkopolską. Położone przy drodze margrabiów biegnącej przez Kostrzyn, Choszczno, Recz, Drawsko na Pomorze Gdańskie i dalej w głąb państwa krzyżackiego i drodze polskiej prowadzącej z Wielkopolski na Pomorze.
W 1309 r. (transumpt z 1361 r.) margrabia Waldemar przekazał patronat nad kościołem joannitom z Korytowa, którzy aż do reformacji pełnili w nim funkcje proboszczów.
Jeszcze w 1310 r. Choszczno określano jako niyeve stad (pol. nowe miasto), co jest argumentem dla potwierdzenia osadnictwa o charakterze miejskim, w okresie przed lokacją miasta przez margrabiów brandenburskich (być może osada targowa).

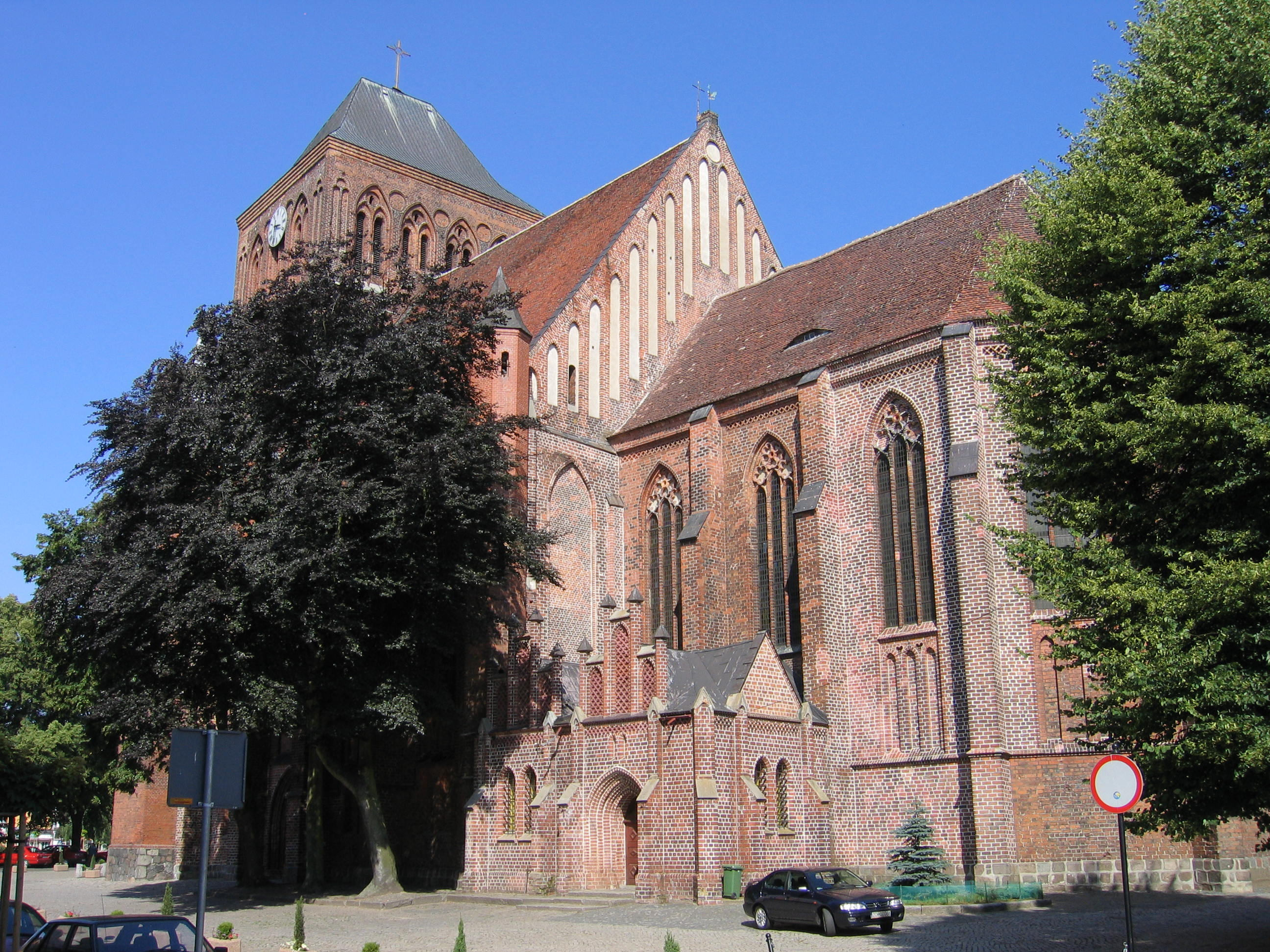
Kościół Narodzenia NMP z XIV w.

W 1313 r. po raz pierwszy wzmiankowany został klasztor franciszkanów. Usytuowany był w płd.-zach. części miasta, tuż przed murami miejskimi. Od południowej strony do kościoła przylegał trójskrzydłowy klasztor. W pobliżu położony był cmentarz i ogrody. Franciszkanie przebywali tutaj do reformacji. W XVI i XVII w. klasztor strawiony został pożarami. Do końca XIX wieku przetrwała ruina kościoła i skrzydło wschodnie.
W 1318 r. po raz pierwszy wzmiankowana została rada miejska (dwóch burmistrzów, 7–8 rajców).
Najstarsze cechy: sukienników, piekarzy, rzeźników i szewców.
Po wygaśnięciu panującej w Brandenburgii dynastii askańskiej w 1319 wybuchła wojna o przynależność regionu. Region i miasto zajął książę wołogoski Warcisław IV, w pobliskich Lipianach nadając przywilej handlowy dla miasta. Do 1326 ponownie w składzie Marchii Brandenburskiej.
W XVI wieku wymienia się obok nich cechy: tkaczy, tokarzy, krawców, przędzalników, stolarzy, kuśnierzy z siodlarzami, kołodziejów, bednarzy, kapeluszników, kowali, medyków (łaziebników, golibrodów), farbiarzy, szklarzy, garncarzów, ślusarzy, blacharzy, złotników, gwoździarzy, nożowników, mieczników, konwisarzy, murarzy, rymarzy, garbarzy i innych.
W 1321 r. wzmiankowana była gmina żydowska, zwolniona od ciężarów miejskich, zezwolono na budowę synagogi i założenie cmentarza na Żydowskiej Górze (1445 r. Jodenberg), obecnie Miejska Góra. Żydzi wypędzeni zostali z miasta w 1573 r. Po raz kolejny Żydzi pojawili się w Choszcznie w 1679 r. W 1690 r. odnotowano 8 rodzin, 1801 r. – 66 osób, 1853 r. – 89 (synagoga), 1905 r. – 164, 1925 r. – 97 osób.
W 1340 r. potwierdzono prawo Choszczna do organizacji jarmarków.

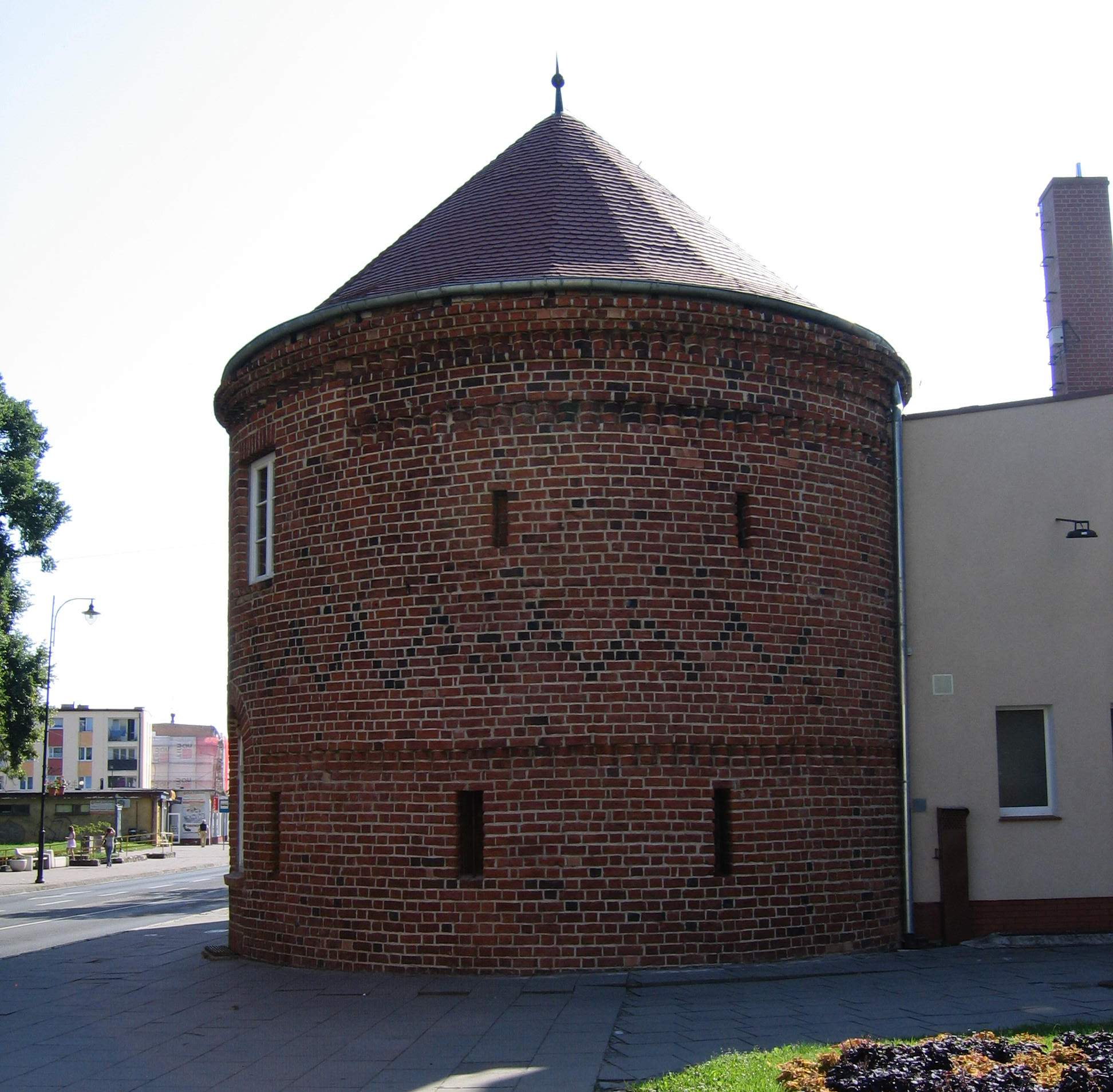
Późnośredniowieczna baszta Bramy Kamiennej

Od 1373 we władaniu Korony Czeskiej, której władcy z czasem usiłowali sprzedać region jako peryferyjny. W 1402 zawarto w Krakowie porozumienie w sprawie sprzedaży miasta i regionu Polsce, jednakże parę miesięcy później sprzedano miasto w zastaw zakonowi krzyżackiemu, do którego należało do 1454.
W 1397 r. w Choszcznie znajdowała się mennica margrabiów. W 1445 r. po raz pierwszy wymieniono ratusz, kolejny wzniesiono w 1540 r., zniszczony w 1637 r., następne wzmiankowano w 1764, 1849, 1879 r. Ostatni zniszczony w 1945 r.
Konflikt z wójtem krzyżackim o prawo do regaliów (w tym zwłaszcza młynów), stał się przyczyną starań mieszczan o przyłączenie do Polski. Podczas wojny polsko-krzyżackiej w 1433 r. miasto otwarło bramy dla wojsk polskiego lennika, księcia słupskiego i stargardzkiego Bogusława IX, po czym uznało władzę polską, oddając hołd królowi Władysławowi Jagielle. Jednak w 1437 r. ziemia choszczeńska, mimo niechęci mieszkańców, wróciła do państwa krzyżackiego na mocy pokoju polsko-krzyżackiego, zawartego w 1435 r. Pomimo gwarancji krzyżackich dot. amnestii dla mieszczan opowiadających się za Polską, w 1443 r. dokonano pacyfikacji miasta, przeprowadzono egzekucję kilku mieszczan i wygnano kilku kolejnych. Sprawa ta stała się jednym z formalnych powodów wojny Polski z Zakonem w latach 1454–1466. W 1445 wielki mistrz wydał nowy przywilej miejski, ograniczający dotychczasowe prawa. Po 1445 r. przystąpiono do wznoszenia zamku w południowo-wschodniej części miasta. W 1454, po wybuchu kolejnej wojny polsko-krzyżackiej, Krzyżacy sprzedali miasto z regionem Elektoratowi Brandenburgii w celu pozyskania środków na wojnę.
1405 r. wzmiankowany jest Szpital Św. Ducha. Usytuowany był wewnątrz murów miejskich, po zach. stronie Bramy Młyńskiej. Kaplica odbudowana po pożarze w XVI wieku. Po pożarze w 1672 r., szpital rozebrano. Odbudowany w 1739 r., już bez kaplicy. Istniejący przy szpitalu cmentarz zamknięto w 1822 r. Ogród przyszpitalny zlikwidowano w 1834 r. Szpital po raz ostatni odnotowany został w 1850 r.
W 1454 r. zakon sprzedał Nową Marchię elektorowi brandenburskiemu Fryderykowi II. Elektor w 1466 r. potwierdził dawne przywileje miejskie. Od 1472 r. miasto stało się siedzibą landwójta.

## Nowożytność

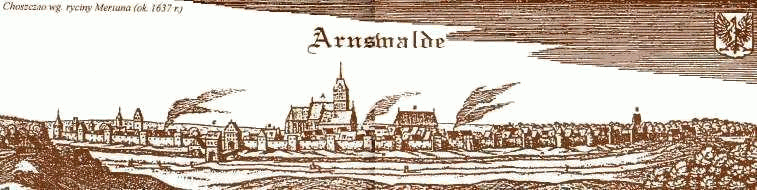
Choszczno na rycinie Meriuna (ok. 1637 r.)

W 1536 r. w związku z reformacją, kasacie uległ klasztor franciszkanów. Od 1537 r. miasto miało już ewangelickiego duchownego – Jerzy Buchholzer. Rada miejska objęła patronat nad kościołem farnym i szkołą kościelną (wymienianą już w 1450 r.). Szkoła aż do pożaru w 1637 r. mieściła się dawnym klasztorze.
Podczas wojny trzydziestoletniej (1618–1648) miasto uległo znacznemu zniszczeniu. Z dawnej zabudowy pozostały tylko obwarowania miejskie. Przy odbudowie miasta rozgęszczono zabudowę, wybrukowano główne ulice. Pod koniec XVIII w. powstały pompy uliczne, założono straż pożarną. Zabudowa kryta dachówką (1736 r. cech kominiarzy). Pierwszy hotel „Pod białym łabędziem” (1763 r.). Do XIX w. zabudowa miejska lokalizowana była w obrębie murów i przedmieść przed bramami miejskimi.

## XIX–XX wiek
Od 1815 r. Powiat Choszczno należał do rejencji frankfurckiej (prowincja Brandenburgia).

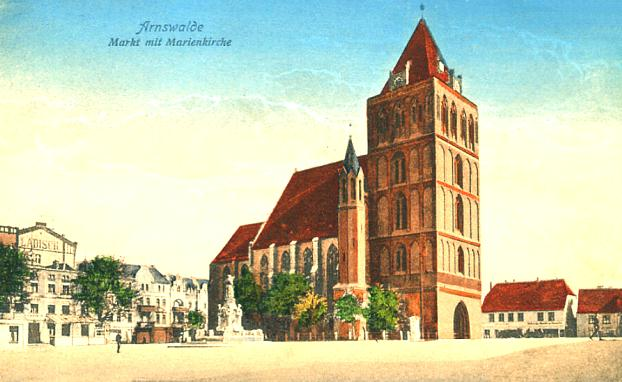
Rynek ok. 1900

W 1847 r. miasto uzyskało połączenie kolejowe ze Stargardem i Szczecinem, 1848 z Krzyżem i Poznaniem. Powstały także lokalne linie do Kalisza Pomorskiego (1895) i Myśliborza (1898).
Powstanie węzła kolejowego znacznie ożywiło miasto – powstała infrastruktura związana z obsługą dworca kolejowego, osiedle mieszkaniowe dla kolejarzy. Ulica Dworcowa (obecnie Wolności), prowadząca z dworca do miasta, staje się jedną z najważniejszych ulic z reprezentacyjną zabudową z 2 poł. XIX wieku i przełomu XIX/XX w.
W 1852 r. poprowadzono utwardzoną drogę do Recza, a w 1856 do Drawna. W 1850 r. powstaje fabryka zapałek. Następnie: dwie fabryki maszyn (jedna założona w 1860 r.), szczotek, papy i sukna, młyn parowy, cukrownia (1896 r.), tartak, cegielnia, mleczarnia (1889), gazownia miejska, a także podstacja elektryczna (1910)
Od 1926 r. do 1944 r. istniało muzeum powiatowe utworzone przez miłośnika regionu Waltera Schumachera.
W latach 20–30. XX wieku, powstała zabudowa ulic wytyczonych na południe od Starego Miasta, pomiędzy promenadą nadjeziorną i drogą prowadzącą w kierunku Dobiegniewa. Pierwsze zabudowane parcele to płn. pierzeja ob. ul. Mickiewicza (według planu miasta z 1912 r.). Najpóźniej powstają: willowe osiedle po południowej stronie jeziora Kluki (tzw. Betlejem) i Osiedle Północne z zabudową jedno- i dwurodzinną.
W 1938 powiat Choszczno został przyłączony do rejencji pilskiej (Prowincja Pomorska).

### II wojna światowa

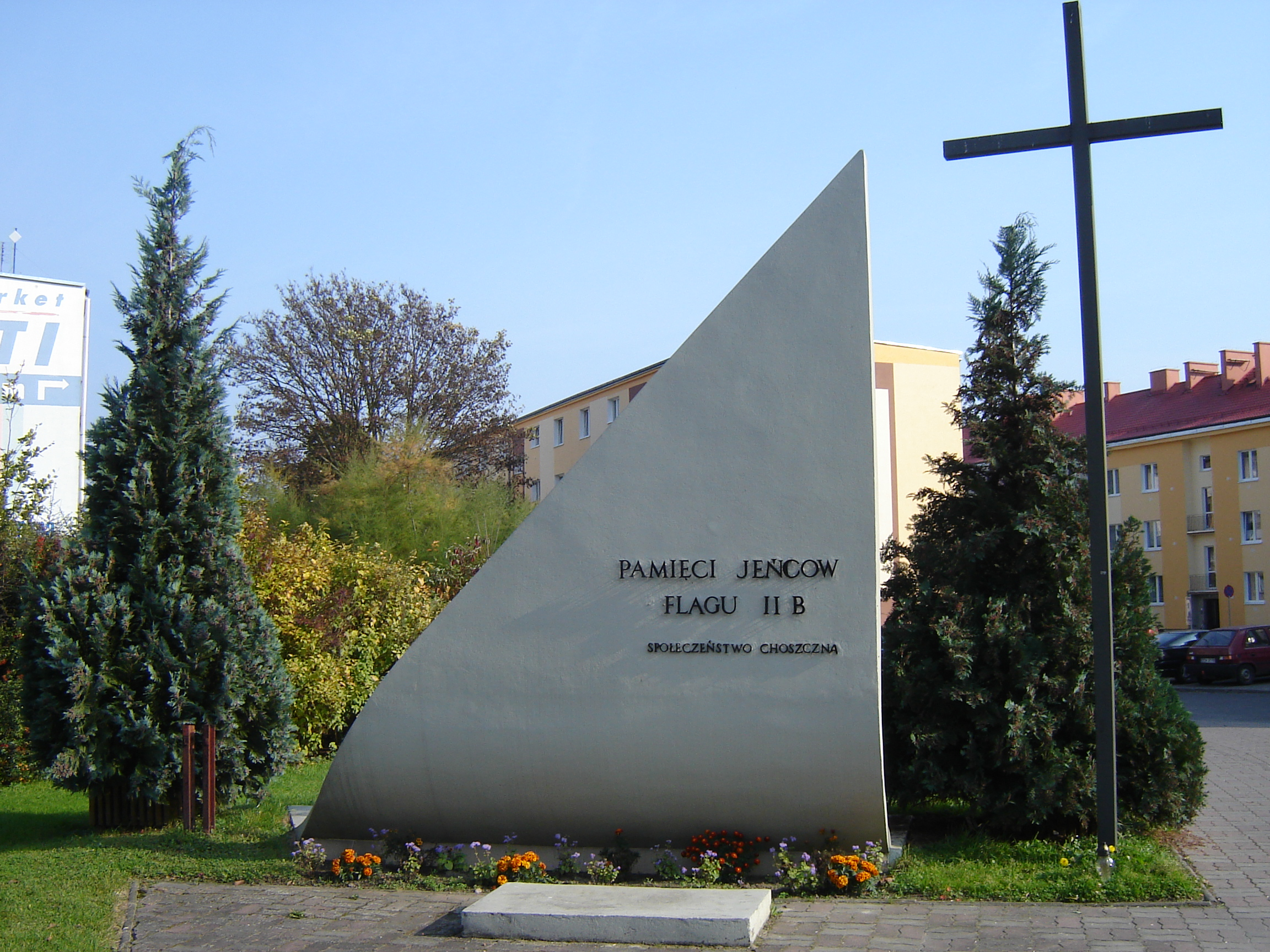
Pomnik upamiętniający jeńców niemieckiego obozu jenieckiego Oflag II B Arnswalde

Podczas II wojny światowej (1939–1945) utworzony został obóz jeniecki Oflag II B Arnswalde. W latach 1939–1942 przebywali w nim oficerowie polscy, później francuscy. Miasto ogłoszono twierdzą. Rosjanie zajęli miasto 22 lutego 1945 r. Po obu stronach poległo po ok. 3 tys. żołnierzy. Stopień zniszczenia miasto szacowano w granicach 85–95%. Choszczno określono jako najbardziej zniszczone miasto na Pomorzu Zachodnim.

### W Polsce Ludowej
Miasto zostało przejęte przez polską administrację w 1945 roku. W mieście mieszkało wiele mniejszości narodowych - Niemcy, Ukraińcy z Akcji Wisła. Pierwsi osadnicy polscy pochodzili głównie z terenów centralnej Polski i Kresów Wschodnich.